# Nový Ruskov
Nový Ruskov ist eine Gemeinde im Osten der Slowakei mit 695 Einwohnern (Stand 31. Dezember 2024), die zum Okres Trebišov, einem Kreis des Košický kraj, gehört. Sie ist Teil der traditionellen Landschaft Zemplín.

## Geographie

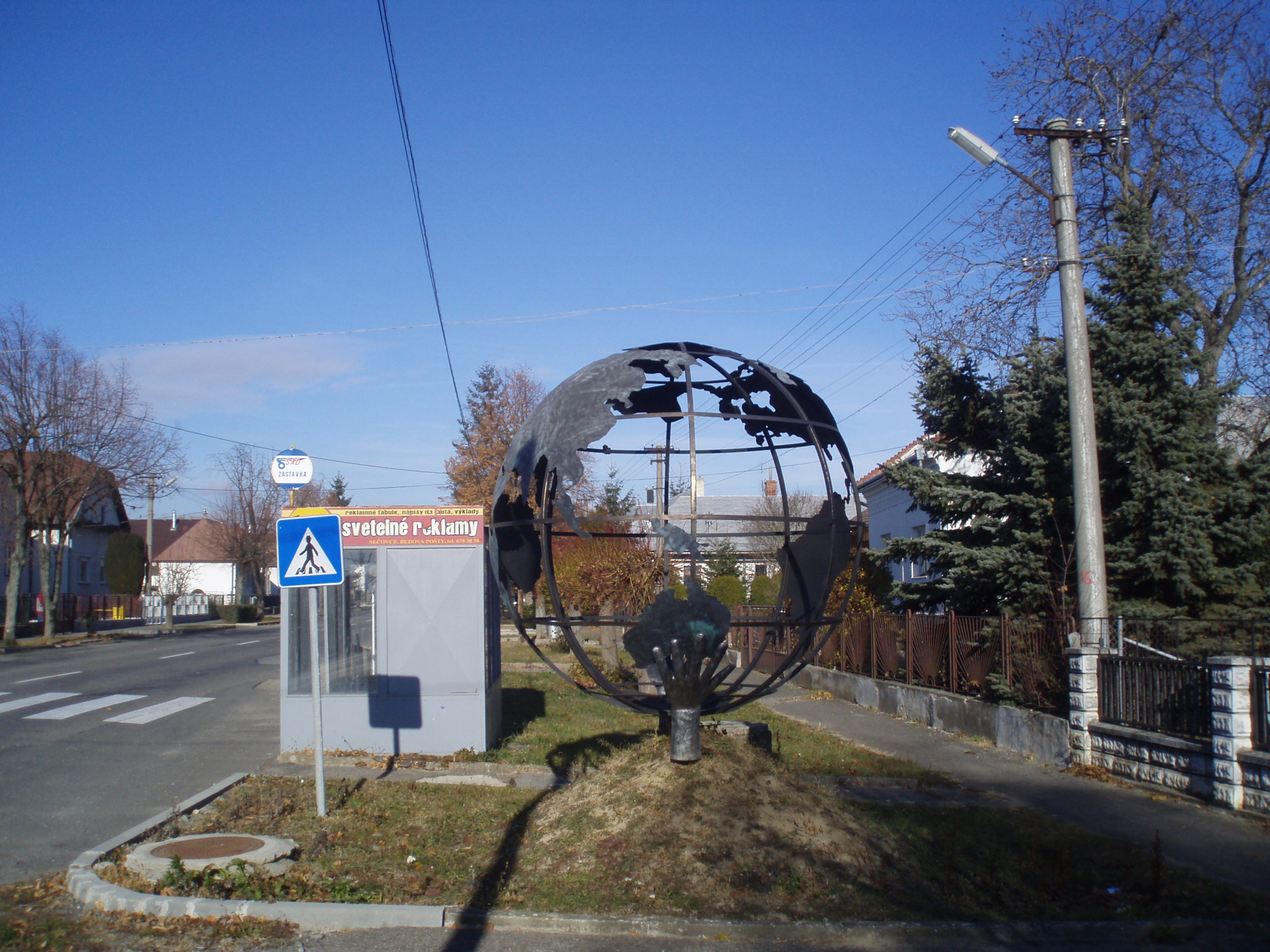
Bushaltestelle und Globus-Skulptur in Nový Ruskov

Die Gemeinde befindet sich im Westteil des Ostslowakischen Tieflands auf einem entwaldeten Hügelland. Sie wird von einem kleinen Bach namens Drienovec durchflossen. Das Ortszentrum liegt auf einer Höhe von 134 m n.m. und ist fünf Kilometer von Trebišov entfernt.
Nachbargemeinden sind Sečovce im Norden, Vojčice im Nordosten, Trebišov im Osten und Süden, Plechotice im Südwesten und Westen sowie Veľké Ozorovce im Nordwesten.

## Geschichte
Die heutige Gemeinde entstand 1964 durch Zusammenschluss der Orte Malý Ruskov und Veľký Ruskov.
Der ältere Ortsteil ist Veľký Ruskov (wörtlich Groß-Ruskov), das zum ersten Mal 1214 als Ruzka schriftlich erwähnt wurde. Im Jahr 1468 war es Besitz des Geschlechts Homonnay, im 16. und 17. Jahrhundert Besitz des Herrschaftsguts Trebišov und später Gut von Geschlechtern wie Csáky, Péchy und Andrássy. Ansonsten erlangte der über Jahrhunderte landwirtschaftlich geprägte Ort keine größere Bedeutung. 1828 zählte man 87 Häuser und 641 Einwohner.
Malý Ruskov entstand auf dem Gemeindegebiet von Veľký Ruskov und wurde zum ersten Mal 1371 als Kysruzka schriftlich erwähnt. 1414 war es Besitz örtlicher Grundherren, im 16. und 17. Jahrhundert Teil des Herrschaftsguts Trebišov, im 18. und 19. Jahrhundert Besitz des Geschlechts Csáky. Ähnlich wie Veľký Ruskov war das Dorf eher unbedeutend und landwirtschaftlich geprägt. 1828 zählte man 39 Häuser und 293 Einwohner.
Bis 1918/1919 gehörten die im Komitat Semplin liegende Orte zum Königreich Ungarn und kamen danach zur Tschechoslowakei beziehungsweise heute Slowakei.

## Bevölkerung
| Jahr                | 1994 | 2004    | 2014    | 2024    |
| ------------------- | ---- | ------- | ------- | ------- |
| Anzahl der Personen | 659  | 637     | 642     | 695     |
| Unterschied         |      | −3,33 % | +0,78 % | +8,25 % |

| Jahr                | 2023 | 2024    |
| ------------------- | ---- | ------- |
| Anzahl der Personen | 683  | 695     |
| Unterschied         |      | +1,75 % |

Nach der Volkszählung 2011 wohnten in Nový Ruskov 614 Einwohner, davon 601 Slowaken, jeweils zwei Russinen und Tschechen sowie ein Magyare. Acht Einwohner machten keine Angabe zur Ethnie.
362 Einwohner bekannten sich zur griechisch-katholischen Kirche, 193 Einwohner zur römisch-katholischen Kirche, sechs Einwohner zur Evangelischen Kirche A. B., jeweils fünf Einwohner zur evangelisch-methodistischen Kirche und zur reformierten Kirche, drei Einwohner zur orthodoxen Kirche und ein Einwohner zu den Brethren; ein Einwohner bekannte sich zu einer anderen Konfession. 18 Einwohner waren konfessionslos und bei 20 Einwohnern wurde die Konfession nicht ermittelt.

## Bauwerke und Denkmäler
- griechisch-katholische Kirche in Veľký Ruskov aus dem Jahr 1909

## Söhne und Töchter der Gemeinde
- Štefan Boleslav Roman (engl. Stephen Boleslav Roman, 1921–1988), kanadischer Unternehmer slowakischer Abstammung und Gründer des Weltkongresses der Slowaken